# Liste der Kulturgüter in Homburg TG
Die Liste der Kulturgüter in Homburg TG enthält alle Objekte in der Gemeinde Homburg im Kanton Thurgau, die gemäß der Haager Konvention zum Schutz von Kulturgut bei bewaffneten Konflikten, dem Bundesgesetz vom 20. Juni 2014 über den Schutz der Kulturgüter bei bewaffneten Konflikten sowie der Verordnung vom 29. Oktober 2014 über den Schutz der Kulturgüter bei bewaffneten Konflikten unter Schutz stehen.
Objekte der Kategorie A sind im Gemeindegebiet nicht ausgewiesen, Objekte der Kategorie B sind vollständig in der Liste enthalten, Objekte der Kategorie C fehlen zurzeit (Stand: 1. Januar 2023).

## Kulturgüter
| Foto |                                                                                 | Objekt                                               | Kat. | Typ | Standort                                               | Beschreibung |
| ---- | ------------------------------------------------------------------------------- | ---------------------------------------------------- | ---- | --- | ------------------------------------------------------ | ------------ |
| ja   | Datei hochladen · Wikidata zu Katholische Kirche St. Mauritius (Q29883049)      | Katholische Kirche St. Mauritius KGS-Nr.: 05051      | B    | G   | Gündelhart, Gündelharterstrasse 19.2 713337 / 277301   |              |
| ja   | Datei hochladen · Wikidata zu Schloss Gündelhart (Q29883060)                    | Schloss Gündelhart KGS-Nr.: 05052                    | B    | G   | Gündelhart, Gündelharterstrasse 15, 17 713439 / 277142 |              |
| ja   | Datei hochladen · Wikidata zu Katholische Kirche St. Peter und Paul (Q29883052) | Katholische Kirche St. Peter und Paul KGS-Nr.: 05064 | B    | G   | Eugerswilerstrasse 3.2 717967 / 277227                 |              |
| ja   | Datei hochladen · Wikidata zu Schloss Klingenberg (Q1613452)                    | Weiherschloss Klingenberg mit Kapelle KGS-Nr.: 05065 | B    | G   | Klingenbergstrasse 1 717567 / 275856                   |              |
| ja   | Datei hochladen · Wikidata zu Haidenhaus, römisches Heiligtum (Q29883056)       | Heidenhaus, römisches Heiligtum KGS-Nr.: 05147       | B    | F   | 717442 / 278430                                        |              |
| ja   | Datei hochladen · Wikidata zu Katholische Kapelle St. Niklaus (Q29883047)       | Katholische Kapelle St. Niklaus KGS-Nr.: 11001       | B    | G   | Kappelstrasse 12.3 717145 / 276322                     |              |
| ja   | Datei hochladen · Wikidata zu Wohnhaus (Q29883062)                              | Wohnhaus KGS-Nr.: 13739                              | B    | G   | Klingenbergstrasse 3 717595 / 275882                   |              |
| ja   | Datei hochladen · Wikidata zu Katholisches Pfarrhaus (Q29883054)                | Katholisches Pfarrhaus KGS-Nr.: 13740                | B    | G   | Gündelhart, Gündelharterstrasse 16 713262 / 277321     |              |